# 溆浦县第一中学
溆浦县第一中学，或简称溆浦一中，是一所位於中华人民共和国湖南省怀化市溆浦县的全日制公办高級中學，学校始于1939年迁入当地的湖南省立沅陵中学，1952年易今名，学校建制延续至今，在2012年以前，溆浦一中也曾是湖南省示範性普通高級中學之一。

## 历史沿革
溆浦县第一中学的前身是民國二十七年（1938年）创立的湖南省立沅陵中学，1939年9月，因日本入侵沅陵，湖南省教育厅同意学校迁往溆浦县，学校遂在县城卢峰的模范学校与女子学校恢复办学，同年11月，学校一度迁往距离县府数公里的溪口。民國三十年（1941年），湖南省教育厅将学校更名为湖南省立第九中学，与此同时，该校初中部也迁回卢峰，而高中部则在三年后迁入卢峰东郊的枣子坡。1949年下期，中國人民解放軍占領溆浦縣城後，學校由新成立的溆浦縣人民政府接管，而溆浦县立初级中学也随即并入，1952年，该校更名为溆浦县第一中学，而初中部则析出建立溆浦县第二初级中学:517。
在1966年至1976年文化大革命期間，該校的教師曾遭到批鬥、正常教學秩序遭到嚴重破壞，1976年，文革結束，學校進入到新的發展階段。1977年秋，普通高等學校招生考試恢復，在校學生人數增長:517-518。1980年，学校成为怀化地区的重点高级中学:1716。2000年，为了申请成为湖南省重點中學，溆浦一中进行了扩建，先后修筑了多座教学大楼:644，2006年4月，学校正式成为省示范性普通高级中学，但在2012年，溆浦一中因为在寒、暑假期间违规补课，被湖南省教育厅从“省示范性普通高中”名单中除名。

## 现况
溆浦县第一中学位于湖南省怀化市溆浦县卢峰镇长兴街585号，学校占地占地面积超过190亩，教学设备较为完善:644-645。溆浦縣第一中學主要面向所在地溆浦縣招收初中畢業生；因为师资力量雄厚，办学条件较好，溆浦一中的錄取分數線高於同縣其他高級中學，其培養的學生中也不乏考入北京大學及清華大學等重點高校者。